# Бауерсвілл (Огайо)
Бауерсвілл (англ. Bowersville) — селище (англ. village) в США, в окрузі Грін штату Огайо. Населення — 261 особа (2020).

## Географія
Бауерсвілл розташований за координатами 39°34′52″ пн. ш. 83°43′25″ зх. д. / 39.58111° пн. ш. 83.72361° зх. д. (39.581093, -83.723548).  За даними Бюро перепису населення США в 2010 році селище мало площу 0,39 км², уся площа — суходіл. В 2017 році площа становила 0,43 км², уся площа — суходіл.

## Демографія
Згідно з переписом 2010 року, у селищі мешкало 312 осіб у 119 домогосподарствах у складі 89 родин. Густота населення становила 804 особи/км².  Було 134 помешкання (345/км²).
Расовий склад населення:
| - 97,1 % — білих - 0,6 % — чорних або афроамериканців |

До двох чи більше рас належало 1,9 %. Частка іспаномовних становила 2,2 % від усіх жителів.
За віковим діапазоном населення розподілялося таким чином: 26,0 % — особи молодші 18 років, 60,9 % — особи у віці 18—64 років, 13,1 % — особи у віці 65 років та старші. Медіана віку мешканця становила 36,0 року. На 100 осіб жіночої статі у селищі припадало 96,2 чоловіків;  на 100 жінок у віці від 18 років та старших — 90,9 чоловіків також старших 18 років.
Середній дохід на одне домашнє господарство  становив 41 760 доларів США (медіана — 35 909), а середній дохід на одну сім'ю — 47 210 доларів (медіана — 38 750). За межею бідності перебувало 19,4 % осіб, у тому числі 22,1 % дітей у віці до 18 років та 0,0 % осіб у віці 65 років та старших.
Цивільне працевлаштоване населення становило 112 особи. Основні галузі зайнятості: виробництво — 20,5 %, освіта, охорона здоров'я та соціальна допомога — 17,0 %, будівництво — 14,3 %, роздрібна торгівля — 12,5 %.